# 白鸟敏夫
白鸟敏夫（1887年6月8日—1949年6月3日），生于日本千叶县長生郡茂原町（現茂原市），毕业于东京大学法学部，日本帝国时代外交家，二战甲级战犯。

## 生平
大学毕业后，1914年进入外务省，先后在香港、美国、中国和德国等地任职。
1930年任外务省情报部部长。九·一八事变后，同外务省书记官长森恪和陆军省的铃木贞一等人，主张日本退出国际联盟，并支持在中国东北建立傀儡政权。1933年至1936年間赴斯德哥爾摩兼任日本駐瑞典、丹麥及芬蘭公使。
1938年，他就任日本驻意大利大使，期间向日本政府施加影响，力促结成日德意轴心国三国同盟。

## 戰後受審
1948年被远东国际军事法庭判为甲级战犯，判处无期徒刑。1949年6月3日，在服刑期间病死。1978年10月被靖国神社合祀。

## 評價
日本宮內廳長官富田朝彥1988年4月28日筆錄昭和天皇本人對合祭甲級戰犯後不再參拜的解釋：「我曾聽說，有段時期一些人提出要合祭甲級戰犯，甚至包括松岡洋右和白鳥敏夫，好在筑波對此謹慎處理」，表示贊同1966年靖國神社宮司（即負責人）筑波藤磨從厚生省接過甲級戰犯的祭祀名錄後，並沒有把他們供奉合祭的做法。昭和天皇表示反對戰敗時期的宮內大臣松平慶民的長子松平永芳在1978年10月做靖國神社宮司時把東條英機等14名甲級戰犯偷偷移入靖國神社合祭的做法：「松平的兒子怎麼想的，松平強烈希望和平，我覺得兒子太不懂父親的心了」，「所以，我在那以後就不去參拜了，那是我的真正想法」。